# 自動精算機
自動精算機（じどうせいさんき）とは、運賃や料金を徴収するために設置されている機械のひとつである。事前に支払いを行う自動券売機とは異なり、事後に徴収するものを指すことが多い。

## 鉄道における自動精算機
駅改札口の内側に設置されているもので、降車時（あるいは乗り継ぎ時）に、その駅までに有効の乗車券を所持していない旅客が利用する機械である。他の駅で乗車して、その駅で降車する場合、その駅まで有効の乗車券を所持していればそのまま出場すればよいが、その駅まで有効の乗車券でなければ、不足している運賃（不足賃）を支払うことを「精算する」という。精算は、従来、改札口に乗車券を提出し、現金を改札係員に渡すことによっていたが、自動改札機の導入とともに精算業務も自動化され、自動精算機が導入されている。

### 利用方法
利用方法は、乗客はまず精算機に所持している乗車券を挿入する。不足している運賃額が表示される（最少額で計算される場合が多いが、経路を選択した上で不足額を計算する社局もある）ので、その金額分の現金や接続する乗車券を投入する。精算が完了すると切符状の「精算券」が発券されるので、それを用いて自動改札機より出場する。
精算機でプリペイドカードが使用できるタイプも多いが、カードの種類や乗車経路によっては使用出来ない場合があり、その際は有人改札での対応となる。特に、複数社局の共用駅では駅を管理する社局のものしか設置されていないことが多いので注意が必要である（自動券売機は別々、自動改札機は共用という例が多い）。なお、交通系ICカード（PiTaPaを除く）の場合は、入場時のカードで精算機でチャージだけを行い、チャージを終えたカードで出場ということも可能である。ただし、1度精算機でチャージを行うと乗車が完結するまでは精算は出来なくなる。
また、連絡改札を有する駅や改札外乗り換えが必要である駅などでは、乗り継ぐ先での運賃まで精算可能な「乗り継ぎ精算」に対応した精算機が設置されている場合もある。
精算機で判別できる範囲外の乗車券である場合はモニター画面に「係員窓口へお越しください」等と表示される。音声が流れるものもある。
改札内コンコースに単体で設置してある場合、防犯用の回転灯がついている場合がある。

## 駐車場における自動精算機
有料駐車場を出る場合に駐車料金を支払うのに用いられる。

### 鉄道との違い
距離と、経由事業者等で課金金額が決まる鉄道とは異なり、入場～出場での時間単位で課金されるのが最大の違いである。
設置環境が有人・空調付で半屋内設置の鉄道用精算機と異なり、無人・屋外となる場合があるため、防雨（投入口からの排水ドレーン）、防寒（ヒーター）など耐候性が強化されている。強盗など犯罪対策に筐体板厚を増し、特殊な鍵を付加していることも多い。
大規模商業施設の駐車場では、割引サービス券等の併用もある。サービス券と現金が同時投入された場合、両方の媒体の検知タイミングにより精算料金が変ってしまう場合があるため、媒体の取込距離、検知タイミングが鉄道用精算機よりも重要となっている。一方、鉄道のように膨大な経由パターンがあるわけではないので、料金データそのものは単純なものであるといえる。
駐車券媒体も鉄道の乗車券同様に使いきりもあるが、コスト面から1度使用したものをリサイクルして使用されるケースもある。

### 精算の流れ
自動精算機のある駐車場は、入場時は駐車券を受け取るだけであり、金銭取引は発生しない。出場時に発生金額を一括で支払う。課金単位は事業者の判断で10分単位、30分単位、1時間単位、1日単位など様々である。
精算行為は必ずしも出口ゲート（出口精算機）とは限らず、駐車場内部の他の場所に設置されているケース（事前精算機）もある。事前精算は出場までの間に時間がかかるため、再度追加料金が発生しないよう、精算後15分程度の出場猶予時間を設けていることが多い。
また、入口カメラでのナンバープレート認識により駐車券面に車番情報を書き込んでおき、事前精算後、出口装置に駐車券を挿入せずに出場できるシステムも実用化されている。

## 有料道路における自動精算機
主に均一料金制を布いている有料道路に設置され、自動精算機である料金収受部のほか、車種検知部、遮断機が組み合わせて設置されている。なおNEXCOグループや製造元の三菱重工業では料金自動収受機（りょうきんじどうしゅうじゅき）またはMIC（Multiple and Integrated Toll Collecting Machine）と呼称している。新東名高速道路では通行料金精算機という名称を使用している。
一般的な、飲料水の自動販売機や精算機などの自動機のように、硬貨を一枚ずつ「挿入」するのではなく、広く口の開いた料金口に投げ込むように、文字通り「投入」するので「お賽銭式」とも呼ばれる。一般的な自動機では、入金した貨幣を釣銭に流用する「還流」方式が広まってきているが、有料道路の初期の精算端末では未だ入金と出金を分離した、専用のユニットにしているケースが多く見られる。
また、自動精算機が設置されている料金所では料金所付近などに「この先料金所自動収受」という案内と硬貨を投入するイラストを配した標識がある。
岩槻IC・昭和IC・広川南IC等では通行券が挿入できるタイプの精算機が置かれ、一部のICや料金所ではETCやクレジットカード・回数券決済対応の装置が設置されている。また、新東名高速道路においては全ての一般レーンが自動精算機による対応で行われている。

### 精算の流れ
1. ブースに進入する。この時に車種判別が行われる。（通行券方式の場合は通行券を挿入する）
2. 「通行料金は○○円です」という音声案内が行われるので通行料金を支払う。料金を紙幣で支払う場合は紙幣挿入口へ挿入、硬貨で支払う場合は硬貨投入口へ投入する。ETCカードやクレジットカード・回数券の場合は、専用のカードリーダーや挿入口に入れる。
3. つり銭が払い出される。
4. 領収書が必要な場合は領収書ボタンを押して受け取る。

### ギャラリー

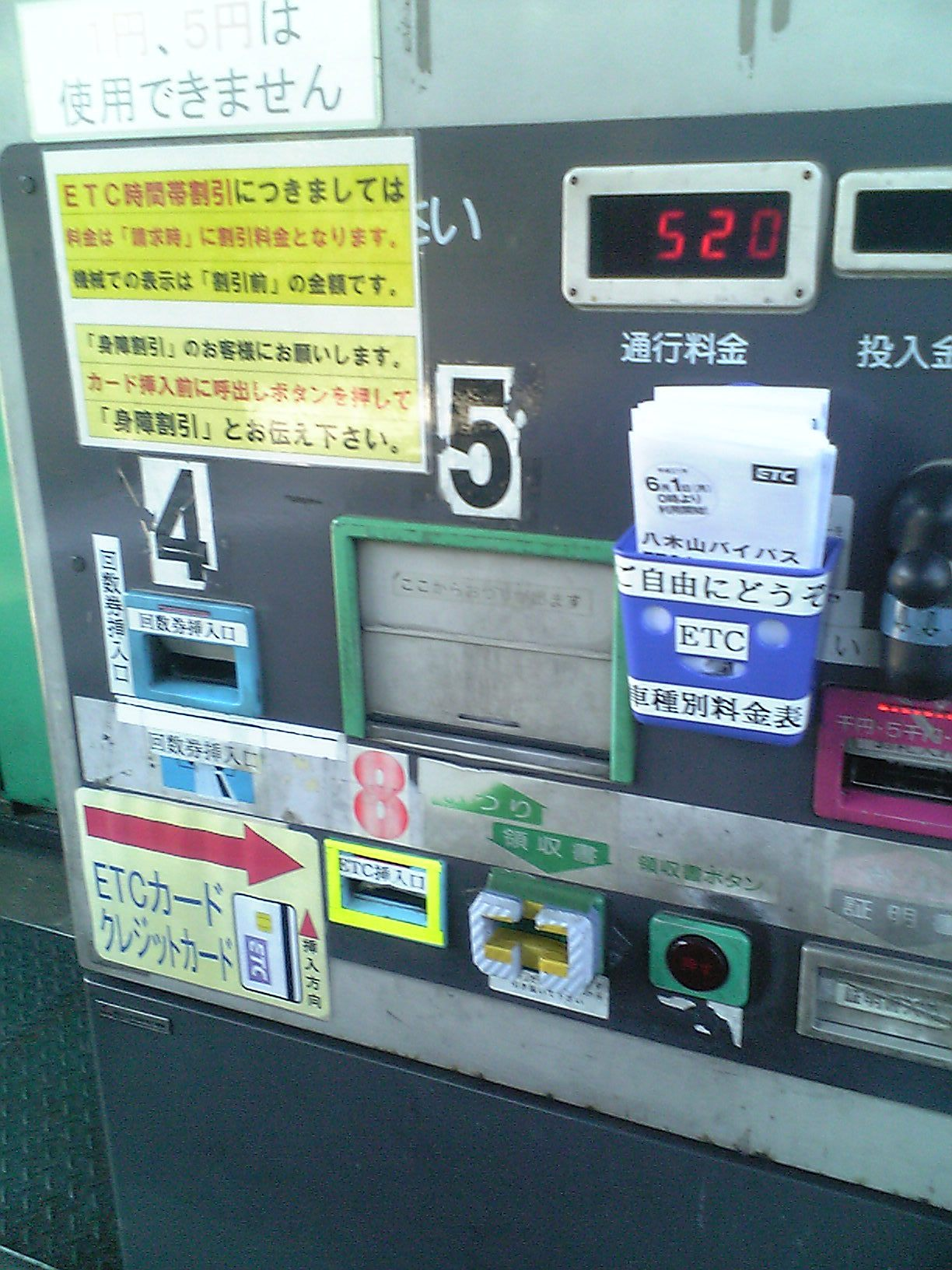
均一区間における自動精算機(八木山バイパス 篠栗本線料金所） 画面には写ってないが、硬貨投入口は画面右側にある
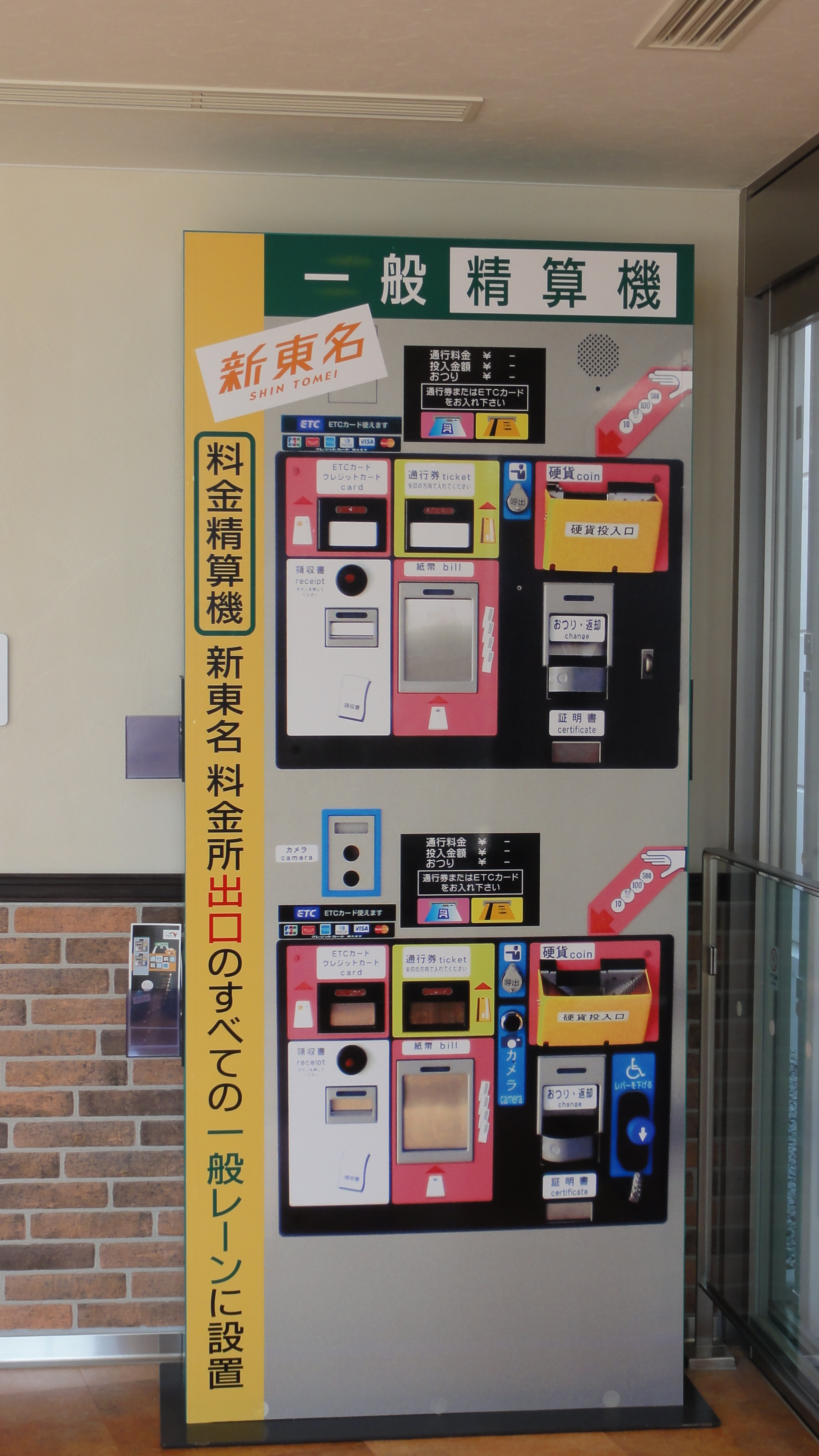
対距離料金制区間における自動精算機の模型(新東名高速道路)
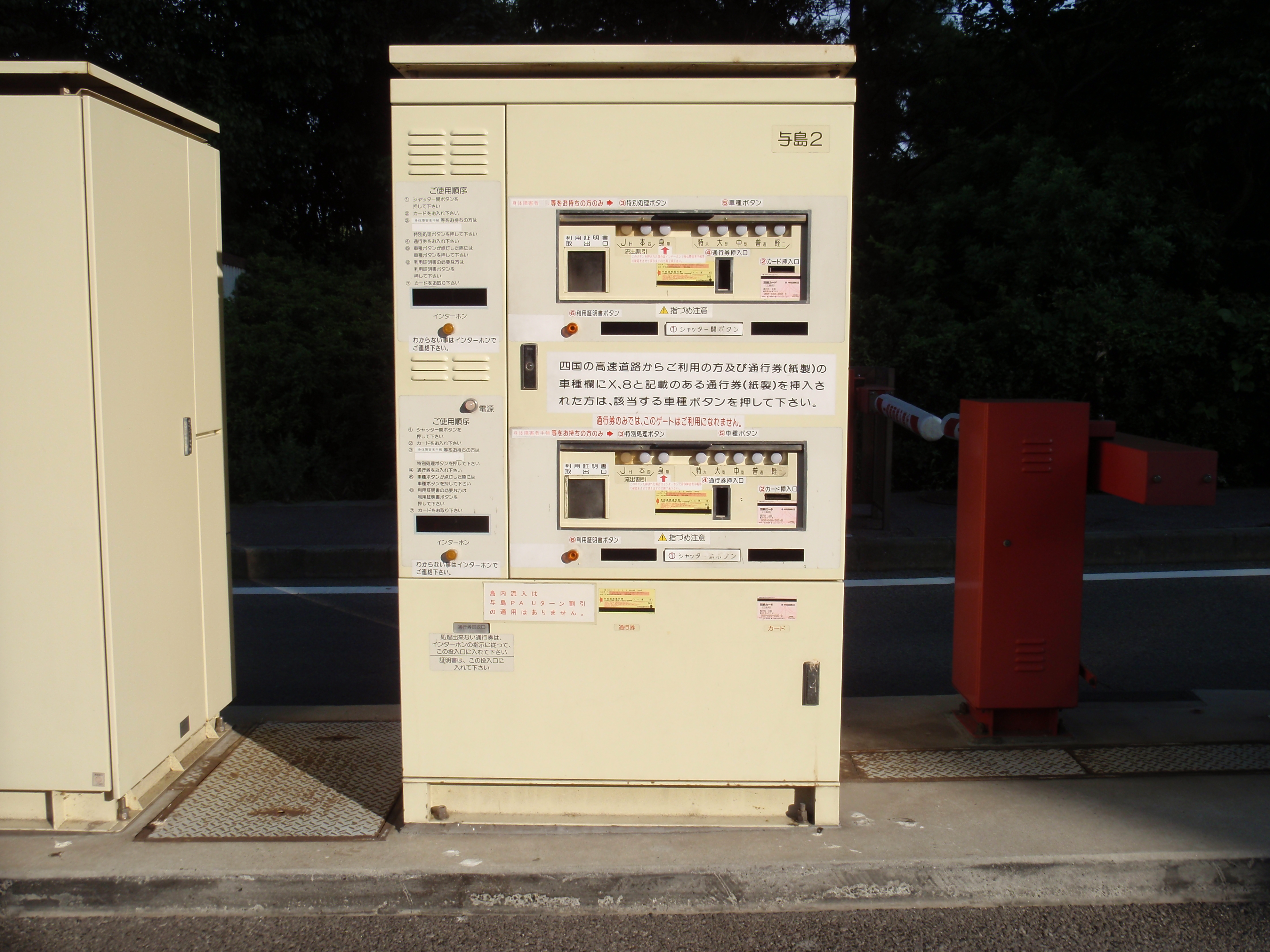
瀬戸中央自動車道与島ICの島民専用ゲートに設置されている自動精算機。一般車両は利用できない

## 病院における自動精算機
医療費自動精算機と称し、大規模な病院で近年導入が増えている。患者が診察券を挿入口に挿入することで情報を読み取り、医療費を精算し請求額がモニターに表示される。入金し精算が終了すると、診療明細書と領収書が自動的に発行される。クレジットカードが使用できる機種もある。